# Artur Bär
Artur Bär (* 18. Dezember 1884 in Crimmitschau; † 13. Januar 1972 in Radebeul; eigentlicher Name Bruno Arthur Bär) war ein deutscher Maler, Gebrauchsgrafiker, Radierer und Illustrator.

## Leben
Bär absolvierte in den Jahren 1899 bis 1902 eine Lehre als Holzbildhauer, bevor er ab 1903 an der Fachschule für Bildschnitzer und der Gewerbeschule in Leipzig studierte. 1905 besuchte er die Großherzogliche Kunstschule in Weimar. Ab 1908 war er an der Akademie der bildenden Künste in Dresden Schüler von Ludwig von Hofmann und Sascha Schneider sowie Meisterschüler bei Gotthardt Kuehl. Auf dem Gebiet der Grafik ließ er sich von Richard Müller unterrichten.

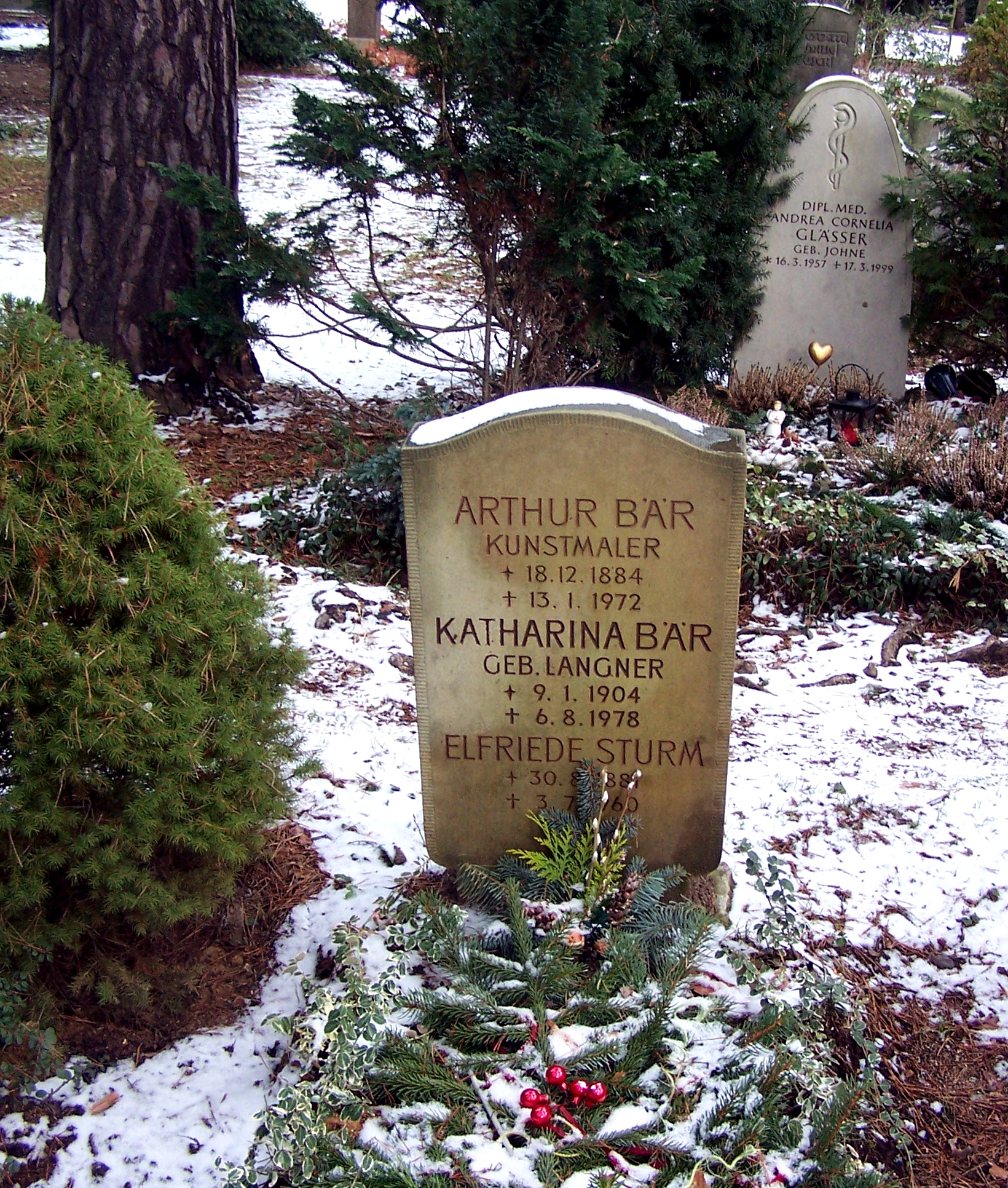
Grab auf dem Heidefriedhof in Dresden

Nach Abschluss seiner Ausbildung war er zunächst als Dekorationsmaler tätig. Er arbeitete dann in Dresden als freischaffender Künstler und schuf vor allem Landschaftsbilder, Porträts, Exlibris und Buchillustrationen. 1926 war er in Dresden auf der Großen Aquarellausstellung vertreten. 
In der Zeit des Nationalsozialismus war Bär Mitglied der Reichskammer der bildenden Künste. Es ist für diese Zeit bis 1943 die Teilnahme an elf Ausstellungen nachgewiesen, u. a. 1935 auf der Dresdner Kunstausstellung mit einem Kriegsbild. 
1933 verzeichnete das Dresdner Adressbuch ihn als Kunstmaler mit seiner Frau, der Bildhauerin Mathilde B. Gertrud Bär, in der Sidonienstraße 6. 1943 wohnte er in der Elisenstraße 11. Bär nahm als Soldat der Wehrmacht am Zweiten Weltkrieg teil. Seine Wohnung fiel 1945 den Luftangriffen auf Dresden zum Opfer. 
Nach der Rückkehr aus der Kriegsgefangenschaft arbeitete Bär freischaffend in Radebeul. 
Er wurde auf dem Dresdner Heidefriedhof bestattet.